# Scotophilus nux
Scotophilus nux е вид прилеп от семейство Гладконоси прилепи (Vespertilionidae). Видът не е застрашен от изчезване.

## Разпространение и местообитание
Разпространен е в Гана, Гвинея, Демократична република Конго, Камерун, Кения, Кот д'Ивоар, Либерия, Нигерия, Руанда, Сиера Леоне и Уганда.
Обитава гористи местности, крайбрежия и плажове в райони с тропически и субтропичен климат, при средна месечна температура около 24,2 градуса.

## Описание
Теглото им е около 30 g.